# Cow (Band)
Cow ist ein Alternative-Country-Projekt von Hamburger Indiemusikern.

## Geschichte
Die Band entstand 1999 aus gemeinsamen Sessions von Peta Devlin (Die Braut haut ins Auge), Thomas Wenzel (Die Sterne, Die Goldenen Zitronen) und Eckhard „Ecki“ Heins (u. a. Session-Musiker bei Fink), die unter dem Namen Peta Devlin & Band bereits auf Samplern vertreten gewesen waren. Gemeinsam mit Thomas Butteweg (ehemals Incredible Sinalco Bums) benannte man sich in Cow um, brachte im Selbstverlag eine CD heraus und machte sich zunächst mit Coverversionen einen Namen als Liveband. 2002 erschien das erste und bisher einzige Album bei Trikont.

## Diskografie
Eigene Tonträger
- 1999: Cow – Die Erste (EP)
- 2002: Feeding Time (Album, Trikont)

Samplerbeiträge
- 2000: Land of the Kantrie Giants (XXS Records/Indigo): The Truth, the Whole Truth and Nothing but the Truth…
- 2002: Johnny Cash revisited – A Boy named Sue (Trikont): Jackson
- 2003: Late Lounge Allstars – Pop ist Sheriff 3 (Hazelwood): Household Full of Strangers